# كارل بولز
كارل بولز (بالإنجليزية: Carl Boles)‏ هو لاعب كرة قاعدة أمريكي، ولد في 31 أكتوبر 1934 في أركنساس في الولايات المتحدة.

## وصلات خارجية
- كارل بولز على موقع الدوري الياباني لكرة القاعدة (الإنجليزية)
- كارل بولز على موقعبيزبول رفرنس.كوم (الدوري الرئيسي) (الإنجليزية)
- كارل بولز على موقعبيزبول رفرنس.كوم (الدوري الثانوي) (الإنجليزية)
- كارل بولز على موقع مشجعي الرسوم البيانية (الإنجليزية)